# Dick Button
Richard Totten "Dick" Button, född 18 juli 1929 i Englewood i New Jersey, död 30 januari 2025 i North Salem, New York, var en amerikansk konståkare.
Button blev olympisk guldmedaljör i konståkning vid vinterspelen 1948 i Sankt Moritz och vid vinterspelen 1952 i Oslo. Han blev även världsmästare fem år i rad (1948–1952) samt är den enda manliga konståkaren utanför Europa som blivit europamästare.